# Équipe d'Allemagne de football à la Coupe du monde 1998
L'Équipe d'Allemagne de football participe à la Coupe du monde de football de 1998 organisée en France du 10 juin au 12 juillet 1998. Elle termine quart de finaliste de la compétition mondiale. C'est la quatorzième fois que l'Allemagne participe à cette compétition, et la douzième fois d'affilée depuis 1954. Berti Vogts ancien joueur de l'équipe nationale et vainqueur de la Coupe du monde en 1974 est le sélectionneur depuis 1990, ayant déjà réussi à hisser la sélection en finale de l'Euro 1992 et remporté l'Euro 1996. La performance de quart de finaliste à la Coupe du monde 1994 soit durant l'édition précédente, a été perçu comme un échec. Les Allemands espèrent malgré une génération de joueurs vieillissants faire mieux qu'il y-a quatre ans.
L'Allemagne, championne d'Europe en titre et triple championne du monde figure parmi les favoris de cette 16e édition. Elle possède déjà une preuve de régularité au plus haut niveau dans ce tournoi, avec 13 phases finales déjà disputées pour 6 finales et 9 demi-finales jouées. Cette constance au plus haut niveau alimente un narratif journalistique dans lequel cette formation est perçue comme relativement invincible. Ce narratif d'invincibilité est aussi ancré chez beaucoup de joueurs de l'équipe comme Matthäus ou Bierhoff, ce dernier invoquant notamment après la victoire étriquée en huitième de finale contre le Mexique une conviction inébranlable dans la victoire même en étant malmené. Le capitaine de l'équipe Klinsmann, évoquant même durant le tournoi, que renverser des situations compromises est une sorte de tradition allemande. La certitude de voir cette équipe d'Allemagne vieillissante et conformiste dans le jeu "aller encore une fois loin dans la compétition" sera balayée en quart de finale par la surprenante Croatie, qui va lui infliger sa plus lourde défaite depuis 1958.
Durant la compétition le style de jeu du onze allemand est considéré comme stéréotypé et timoré, l'équipe s'appuyant sur l'efficacité de ses deux avant-centres Klinsmann et Bierhoff. Les allemands feront tout de même preuve par deux fois d'abnégation et de combativité leur permettant de renversé une situation compromise, rattrapant deux buts de retard contre la Yougoslavie et arrachant un score de parité (2-2) pour le deuxième match de groupe du premier tour. Et parvenant ensuite à se défaire du Mexique (victoire allemande 2-1) en huitième de finale dans le dernier quart d'heure de jeu, alors qu'ils étaient menés au score (0-1) dès le début de la seconde période. En quart de finale contre la Croatie, la révélation du mondial 1998, l'Allemagne, certes réduite à dix pour la seconde période est cruellement en panne d'inspiration, et apparait sans réel fond de jeu. Cette élimination et cette défaite 0-3 contre la formation balkanique signe la fin d'une époque et d'un style footballistique pour l'Allemagne.

## Un statut de champion d'Europe en titre conquis en 1996

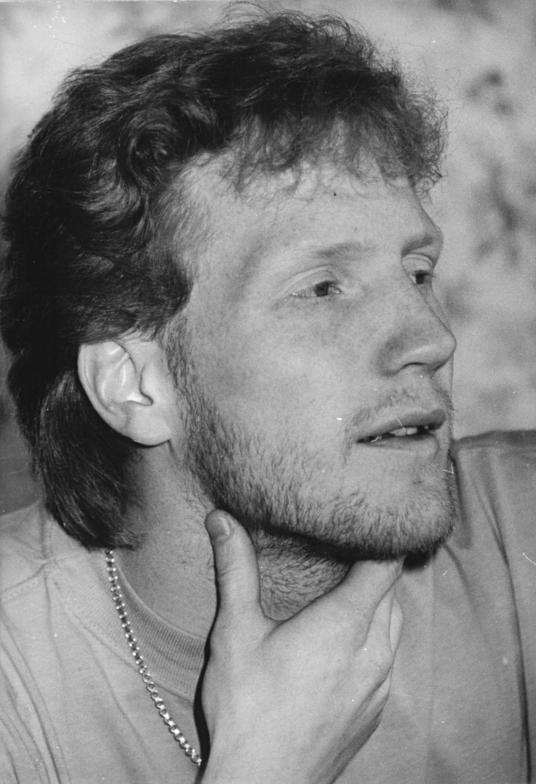
Matthias Sammer Ballon d'or en 1996 et champion d'Europe avec la sélection allemande la même année est le grand absent de l'effectif après une blessure au genou.

Vainqueur en 1996 de son troisième Euro après 1972 et 1980, l'Allemagne s'avance donc dans cette Coupe du monde comme championne d'Europe en titre. Ce sacre européen a été notamment obtenu en ayant vaincu le pays hôte et organisateur de l'événement, l'Angleterre, en demi-finale, à Wembley, où la Nationalmannschaft s'impose après une prolongation et une séance de tirs au but. Dans ce championnat d'Europe 1996, l'Allemagne a également éliminé (2-1) au tour précédent, en quart de finale, la Croatie qu'elle retrouvera deux ans plus tard en quart de finale de cette Coupe du monde 1998. Si en 1996 les Croates avaient eu à subir durant le match face aux Allemands une expulsion d'un de leur joueur, les obligeants à jouer en infériorité numérique une grande partie de la seconde mi-temps, ce sont les Allemands qui cette fois ci  connaitront un sort similaire avec l'expulsion d'un de leur défenseur, Wörns. Cette expulsion pèsera lourdement dans la défaite (0-3) et l'élimination, mais permettra aux Croates de prendre leur revanche.
Depuis cet Euro 1996, l'avant centre Oliver Bierhoff est notamment devenu très populaire en Allemagne, en inscrivant en finale face à la République tchèque le 30 juin 1996 le but égalisateur tout d'abord, et celui en or et de la victoire en prolongation, alors que ce dernier était rentré en tant que remplaçant en cours de jeu.
Ce sacre européen a permis notamment au libéro de l'équipe, Matthias Sammer, de devenir le deuxième défenseur de l'histoire du football à remporter le Ballon d'or, le premier défenseur de l'histoire à obtenir cette récompense étant son compatriote Franz Beckenbauer. Le latéral Christian Ziege a sans doute lancé sa carrière en sélection durant cet Euro 1996, jouant tous les matches à un très bon niveau. Il sera pourtant en dedans durant ce Mondial 1998, se faisant prendre son poste au fil des matches par Michael Tarnat.
Six joueurs ayant joués la finale de ce championnat d'Europe il y-a deux ans, Matthias Sammer, Stefan Kuntz Mehmet Scholl, Thomas Strunz, Dieter Eilts et Marco Bode ne figurent pas cette fois ci dans la liste des 22 sélectionnés pour la compétition mondiale en France. Il en va de même pour Fredi Bobic, Mario Basler, René Schneider, Oliver Reck, et Jens Todt présent il y-a deux ans dans l'effectif en Angleterre. Cet Euro 1996 a vu Jürgen Klinsmann s'accaparer le brassard de capitaine (il l'a porté la première fois le 29 mars 1995 contre la Géorgie) à la place de Lothar Matthäus blessé. Ce nouveau rôle de leader au sein de l'équipe sera maintenu pour la coupe du Monde 1998.
Ce sacre européen ne cache pas l'inquiétude du manque de jeunes talents et donc de relève dans l'effectif.
« Ce n'était pas facile mais Vogts a su bien tout gérer. Au final, et même si on avait peut être pas la meilleure équipe en termes de qualité si on compare aux autres sélections et en prenant chaque joueur séparément, on voit que collectivement on était très fort. Tout le monde se donnait à fond pour l'autre. La mentalité de l'équipe était excellente et c'est ce qui explique notre réussite. »
— Christian Ziege, Joueur de l'équipe d'Allemagne et vainqueur de l'Euro 1996.

## La campagne 1996-1998 vers la Coupe du Monde en France
Après son succès à l'Euro 1996, l'Allemagne débute une série de matchs amicaux et surtout de qualifications pour espérer valider une quatorzième participation dans son histoire à la Coupe du Monde .
La 16e et dernière édition du 20e siècle se déroulant en France.
Contrairement au mondial 1994 qui avait vu l'Allemagne qualifiée d'office en raison de sa victoire finale en Italie quatre ans plus tôt, la formation germanique a cette fois suivi le parcours des qualifications pour être présente en France. Après un tirage au sort effectué le 12 décembre 1995,la Nationalmannschaft est reversé dans le groupe 9 avec le Portugal, l'Ukraine, l'l'Irlande du Nord, l'Albanie et l'Arménie. L'Allemagne a dû attendre la dernière journée contre l'Albanie le 11 octobre 1997 pour valider son billet. L'équipe est vieillissante et la relève peine à être assurée, les jeunes talents se faisant plus rares, ce qui peut expliquer une campagne qualificative en demi-teinte, où l'Allemagne, certes invaincue, a parfois été accrochée par ses adversaires. Encaissant sur l'ensemble de cette campagne qualificative neuf buts, dont cinq sont imputables rien qu'à l'Albanie, qui bousculera par deux fois la Mannschaft, le onze allemand ne s'imposant à chaque fois que par un but d'écart. Le Portugal seule équipe de véritable premier plan ne sera pas vaincu, l'Irlande du Nord tiendra également la sélection germanique en échec à Nuremberg (1-1). Seul l'Arménie sera battu par deux fois sur des scores probants. L'équipe de Berti Vogts a fait preuve toutefois d'un potentiel offensif remarquable avec vingt-trois réalisations, dont la moitié proviennent des deux attaquants Oliver Bierhoff et Ulf Kirsten. Le sélectionneur préfèrera laisser ce dernier cantonné au rôle de remplaçant lors de la phase finale en France.
La campagne des matchs amicaux pour la saison 1996-1997 se soldera par deux victoires en deux rencontres à l'extérieur, en Pologne tout d'abord (2-0) et en Israël (1-0).
La saison 1997 - 1998 étant moins chargé en rencontres qualificatives, lié aussi au fait que l'Allemagne arrache la première place de son groupe qualificatif devant l'Ukraine, lui épargnant de ce fait deux rencontres de match de barrage supplémentaire, la  Mannschaft enchaine sur la période du 15 Novembre 1997 au 5 Juin 1998, huit matchs amicaux et de préparations. Trois se dérouleront en extérieur à  
Oman en Arabie saoudite et en Finlande, se soldant par trois victoires. Les cinq autres matchs organisés à domicile verront la sélection de Berti Vogts victorieuse contre l'Afrique du Sud, le Nigeria, la Colombie, et le Luxembourg.
La seule défaite (1-2) à Stuttgart, sera contre le champion du Monde en titre le Brésil.

### Les joueurs utilisés durant la campagne 1996 - 1998
| Adversaire       | Drapeau de la Pologne | Drapeau de l'Arménie | Drapeau de l'Irlande du Nord (drapeau du Royaume-Uni) | Drapeau du Portugal | Drapeau d’Israël | Drapeau de l'Albanie | Drapeau de l'Ukraine | Drapeau de l'Ukraine | Drapeau de l'Irlande du Nord (drapeau du Royaume-Uni) | Drapeau du Portugal | Drapeau de l'Arménie | Drapeau de l'Albanie | Drapeau d'Afrique du Sud | Drapeau d'Oman  | Drapeau de l'Arabie saoudite | Drapeau du Brésil | Drapeau du Nigeria | Drapeau de la Finlande | Drapeau de la Colombie | Drapeau du Luxembourg | Drapeau des États-Unis | Drapeau de la République fédérative socialiste de Yougoslavie | Drapeau de l'Iran | Drapeau du Mexique | Drapeau de la Croatie |
| Compétition      |                       |                      |                                                       |                     |                  |                      |                      |                      |                                                       |                     |                      |                      |                          |                 |                              |                   |                    |                        |                        |                       |                        |                                                               |                   |                    |                       |
| Gardiens de but  | Gardiens de but       | Gardiens de but      | Gardiens de but                                       | Gardiens de but     | Gardiens de but  | Gardiens de but      | Gardiens de but      | Gardiens de but      | Gardiens de but                                       | Gardiens de but     | Gardiens de but      | Gardiens de but      | Gardiens de but          | Gardiens de but | Gardiens de but              | Gardiens de but   | Gardiens de but    | Gardiens de but        | Gardiens de but        | Gardiens de but       | Gardiens de but        | Gardiens de but                                               | Gardiens de but   | Gardiens de but    | Gardiens de but       |
| ---------------- | --------------------- | -------------------- | ----------------------------------------------------- | ------------------- | ---------------- | -------------------- | -------------------- | -------------------- | ----------------------------------------------------- | ------------------- | -------------------- | -------------------- | ------------------------ | --------------- | ---------------------------- | ----------------- | ------------------ | ---------------------- | ---------------------- | --------------------- | ---------------------- | ------------------------------------------------------------- | ----------------- | ------------------ | --------------------- |
| Andreas Köpke    | -                     | 90                   | 90                                                    | 90                  | -                | 90                   | 90                   | 90                   | 90                                                    | 90                  | 90                   | -                    | -                        | 45              | 90                           | 90                | -                  | 45                     | 90.                    | 45                    | 90                     | 90                                                            | 90                | 90                 | 90                    |
| Oliver Kahn      | 90                    | -                    | -                                                     | -                   | 90               | -                    | -                    | -                    | -                                                     | -                   | -                    | 90                   | 90                       | -               | -                            | -                 | 90                 | 45                     | -                      | -                     | -                      | -                                                             | -                 | -                  | -                     |
| Jens Lehmann     | -                     | -                    | -                                                     | -                   | -                | -                    | -                    | -                    | -                                                     | -                   | -                    | -                    | -                        | 45              | -                            | -                 | -                  | -                      | -                      | 45                    | -                      | -                                                             | -                 | -                  | -                     |
| Défenseurs       |                       |                      |                                                       |                     |                  |                      |                      |                      |                                                       |                     |                      |                      |                          |                 |                              |                   |                    |                        |                        |                       |                        |                                                               |                   |                    |                       |
| Jürgen Kohler    | 90                    | 90                   | 90                                                    | 90                  | 90               | 90                   | 90                   | 90                   | 90                                                    | 90                  | -                    | 90                   | -                        | 90              | 90                           | 35                | -                  | 45                     | 90                     | 45                    | 90                     | 90                                                            | 90                | -                  | 90                    |
| Thomas Helmer    | 90                    | -                    | -                                                     | -                   | -                | 90                   | 90                   | 90                   | 90                                                    | 90                  | 90                   | 90                   | 78                       | -               | 90                           | 81                | -                  | -                      | -                      | 45                    | -                      | -                                                             | 90                | 38                 | -                     |
| Thomas Strunz    | 90                    | -                    | 90                                                    | -                   | -                | -                    | -                    | -                    | -                                                     | -                   | -                    | -                    | -                        | -               | -                            | -                 | -                  | -                      | -                      | -                     | -                      | -                                                             | -                 | -                  | -                     |
| Markus Babbel    | 11                    | 90                   | 90                                                    | 85                  | 90               | -                    | -                    | -                    | 7                                                     | 45                  | -                    | -                    | -                        | -               | -                            | 9                 | 90                 | 45                     | -                      | 45                    | 1                      | -                                                             | -                 | 90                 | -                     |
| Stephan Paßlack  | -                     | 90                   | 28                                                    | -                   | -                | -                    | -                    | -                    | -                                                     | -                   | -                    | -                    | -                        | -               | -                            | -                 | -                  | -                      | -                      | -                     | -                      | -                                                             | -                 | -                  | -                     |
| Michael Tarnat   | -                     | 16                   | 90                                                    | 5                   | -                | -                    | 6                    | -                    | -                                                     | -                   | 66                   | 30                   | 12                       | -               | 90                           | 22                | 90                 | 90                     | -                      | 45                    | -                      | 24                                                            | 76                | 90                 | 90                    |
| Matthias Sammer  | -                     | -                    | -                                                     | 90                  | 90               | 90                   | -                    | 90                   | -                                                     | -                   | -                    | -                    | -                        | -               | -                            | -                 | -                  | -                      | -                      | -                     | -                      | -                                                             | -                 | -                  | -                     |
| Jens Nowotny     | -                     | -                    | -                                                     | -                   | -                | -                    | 74                   | -                    | 90                                                    | 90                  | 9                    | -                    | -                        | -               | 45                           | -                 | -                  | -                      | -                      | -                     | -                      | -                                                             | -                 | -                  | -                     |
| Jörg Heinrich    | -                     | -                    | -                                                     | -                   | 1                | 29                   | 90                   | 90                   | 90                                                    | 79                  | 90                   | 90                   | 45                       | 90              | -                            | 90                | -                  | 68                     | -                      | 90                    | 90                     | 90                                                            | 90                | 58                 | 90                    |
| Christian Wörns  | -                     | -                    | -                                                     | -                   | -                | -                    | -                    | -                    | 64                                                    | -                   | 90                   | -                    | 90                       | 90              | -                            | 90                | 90                 | 90                     | 90                     | 90                    | 90                     | 90                                                            | 90                | 90                 | 40                    |
| Thomas Linke     | -                     | -                    | -                                                     | -                   | -                | -                    | -                    | -                    | -                                                     | -                   | -                    | -                    | 90                       | -               | 90                           | -                 | -                  | -                      | -                      | -                     | -                      | -                                                             | -                 | -                  | -                     |
| Lothar Matthäus  | -                     | -                    | -                                                     | -                   | -                | -                    | -                    | -                    | -                                                     | -                   | -                    | -                    | -                        | -               | -                            | -                 | -                  | 90                     | 19                     | 45                    | -                      | 45                                                            | 90                | 90                 | 90                    |
| Milieux          |                       |                      |                                                       |                     |                  |                      |                      |                      |                                                       |                     |                      |                      |                          |                 |                              |                   |                    |                        |                        |                       |                        |                                                               |                   |                    |                       |
| Dieter Eilts     | 90                    | 90                   | 62                                                    | 90                  | 90               | 62                   | 90                   | 90                   | -                                                     | -                   | -                    | -                    | -                        | -               | -                            | -                 | -                  | -                      | -                      | -                     | -                      | -                                                             | -                 | -                  | -                     |
| Thomas Häßler    | 90                    | 74                   | 90                                                    | -                   | -                | -                    | -                    | -                    | 26                                                    | 90                  | 90                   | 90                   | 90                       | 90              | 33                           | -                 | 90                 | 90                     | 45                     | -                     | 50                     | -                                                             | 69                | 74                 | 69                    |
| Andreas Möller   | 56                    | -                    | 90                                                    | 90                  | 90               | 90                   | -                    | -                    | 90                                                    | -                   | -                    | 90                   | -                        | 45              | 90                           | 90                | 80                 | -                      | 90                     | 60                    | 90                     | 57                                                            | -                 | 32                 | -                     |
| Christian Ziege  | 45                    | -                    | -                                                     | 90                  | 90               | 90                   | 90                   | 90                   | 90                                                    | 90                  | -                    | -                    | 45                       | -               | -                            | 68                | -                  | -                      | 90                     | 90                    | 21                     | 66                                                            | 14                | 52                 | -                     |
| Stefan Reuter    | 79                    | 90                   | 90                                                    | 90                  | -                | 61                   | -                    | -                    | -                                                     | 45                  | -                    | 90                   | -                        | 45              | -                            | -                 | 45                 | -                      | 90                     | 16                    | 69                     | -                                                             | -                 | -                  | -                     |
| Mehmet Scholl    | 34                    | 90                   | -                                                     | -                   | -                | -                    | -                    | 21                   | -                                                     | -                   | -                    | -                    | -                        | -               | -                            | -                 | -                  | -                      | -                      | -                     | -                      | -                                                             | -                 | -                  | -                     |
| Marco Bode       | 45                    | 73                   | -                                                     | -                   | -                | -                    | -                    | -                    | -                                                     | -                   | -                    | -                    | -                        | -               | -                            | -                 | -                  | -                      | -                      | -                     | -                      | -                                                             | -                 | -                  | -                     |
| Mario Basler     | -                     | -                    | -                                                     | 70                  | 90               | -                    | 90                   | 90                   | 83                                                    | 90                  | -                    | -                    | 90                       | -               | 57                           | -                 | -                  | -                      | -                      | -                     | -                      | -                                                             | -                 | -                  | -                     |
| Dariusz Wosz     | -                     | -                    | -                                                     | -                   | 90               | 90                   | 84                   | 69                   | -                                                     | 11                  | 81                   | -                    | -                        | -               | -                            | -                 | -                  | -                      | -                      | -                     | -                      | -                                                             | -                 | -                  | -                     |
| Dietmar Hamann   | -                     | -                    | -                                                     | -                   | -                | -                    | -                    | -                    | -                                                     | -                   | -                    | -                    | 90                       | -               | 90                           | 90                | 90                 | 73                     | 45                     | 45                    | 40                     | 45                                                            | 45                | 90                 | 79                    |
| Jens Jeremies    | -                     | -                    | -                                                     | -                   | -                | -                    | -                    | -                    | -                                                     | -                   | -                    | -                    | 90                       | 90              | -                            | -                 | 45                 | 22                     | 71                     | -                     | 90                     | 90                                                            | -                 | -                  | 90                    |
| Olaf Thon        | -                     | -                    | -                                                     | -                   | -                | -                    | -                    | -                    | -                                                     | -                   | 90                   | 90                   | -                        | 90              | 45                           | 90                | 90                 | 17                     | 90                     | 74                    | 90                     | 90                                                            | 45                | -                  | -                     |
| Steffen Freund   | -                     | -                    | -                                                     | -                   | -                | -                    | -                    | -                    | -                                                     | -                   | -                    | -                    | -                        | -               | -                            | -                 | 10                 | 90                     | -                      | -                     | -                      | -                                                             | -                 | -                  | -                     |
| Sven Kmetsch     | -                     | -                    | -                                                     | -                   | -                | -                    | -                    | -                    | -                                                     | -                   | 45                   | -                    | -                        | 45              | -                            | -                 | -                  | -                      | -                      | -                     | -                      | -                                                             | -                 | -                  | -                     |
| Lars Ricken      | -                     | -                    | -                                                     | -                   | -                | -                    | -                    | -                    | -                                                     | -                   | 45                   | -                    | -                        | 45              | -                            | -                 | -                  | -                      | -                      | -                     | -                      | -                                                             | -                 | -                  | -                     |
| Attaquants       |                       |                      |                                                       |                     |                  |                      |                      |                      |                                                       |                     |                      |                      |                          |                 |                              |                   |                    |                        |                        |                       |                        |                                                               |                   |                    |                       |
| Jürgen Klinsmann | 90                    | 90                   | 90                                                    | 90                  | 90               | 90                   | 90                   | 90                   | 90                                                    | 90                  | 90                   | -                    | -                        | -               | -                            | 45                | -                  | -                      | 19                     | 90                    | 90                     | 90                                                            | 90                | 90                 | 90                    |
| Oliver Bierhoff  | 76                    | 64                   | 20                                                    | -                   | -                | 90                   | 90                   | 3                    | 21                                                    | 70                  | 24                   | 90                   | 90                       | 90              | 45                           | 90                | 90                 | 90                     | 71                     | 45                    | 90                     | 90                                                            | 90                | 90                 | 90                    |
| Fredi Bobic      | 14                    | 26                   | 70                                                    | 90                  | 45               | -                    | 16                   | -                    | -                                                     | -                   | -                    | 60                   | -                        | -               | 45                           | -                 | -                  | -                      | -                      | -                     | -                      | -                                                             | -                 | -                  | -                     |
| Ulf Kirsten      | -                     | -                    | -                                                     | 20                  | 45               | 28                   | -                    | -                    | 87                                                    | 69                  | 20                   | 90                   | 45                       | 90              | 45                           | 45                | 90                 | 45                     | 19                     | 45                    | -                      | 33                                                            | 21                | 16                 | 21                    |
| Stefan Kuntz     | -                     | 17                   | -                                                     | -                   | -                | -                    | -                    | -                    | -                                                     | -                   | -                    | 72                   | -                        | -               | -                            | -                 | -                  | -                      | -                      | -                     | -                      | -                                                             | -                 | -                  | -                     |
| Olaf Marschall   | -                     | -                    | -                                                     | -                   | -                | -                    | -                    | -                    | -                                                     | -                   | -                    | 18                   | 45                       | -               | 45                           | -                 | -                  | 45                     | 71                     | 30                    | -                      | -                                                             | -                 | -                  | 11                    |
| Adversaire       | Drapeau de la Pologne | Drapeau de l'Arménie | Drapeau de l'Irlande du Nord (drapeau du Royaume-Uni) | Drapeau du Portugal | Drapeau d’Israël | Drapeau de l'Albanie | Drapeau de l'Ukraine | Drapeau de l'Ukraine | Drapeau de l'Irlande du Nord (drapeau du Royaume-Uni) | Drapeau du Portugal | Drapeau de l'Arménie | Drapeau de l'Albanie | Drapeau d'Afrique du Sud | Drapeau d'Oman  | Drapeau de l'Arabie saoudite | Drapeau du Brésil | Drapeau du Nigeria | Drapeau de la Finlande | Drapeau de la Colombie | Drapeau du Luxembourg | Drapeau des États-Unis | Drapeau de la République fédérative socialiste de Yougoslavie | Drapeau de l'Iran | Drapeau du Mexique | Drapeau de la Croatie |
| Compétition      |                       |                      |                                                       |                     |                  |                      |                      |                      |                                                       |                     |                      |                      |                          |                 |                              |                   |                    |                        |                        |                       |                        |                                                               |                   |                    |                       |

- = Qualification pour la Coupe du monde 1998
- = Coupe du Monde 1998
- = Match amical

## Un statut de favoris malgré des carences évidentes
Malgré des faiblesses défensives, un jeu poussif, et une génération de joueurs vieillissants, l'Allemagne s'affiche comme un prétendant au titre mondial. Son glorieux passé dans cette compétition et son statut de champion d'Europe en titre légitime son rang parmi les favoris. Sur les quinze éditions précédente allant de 1930 à 1994, la sélection germanique a participé à treize phase finale, ne manquant que l'édition de 1930 et 1950. Elle compte six finales disputées pour trois remportées, en ayant notamment atteint ce stade de la compétition trois fois d'affilées de 1982 à 1990. Le Brésil l'égalant plus tard en se hissant en finale de 1994 à 2002. Sa seule élimination précoce au premier tour dans ce tournois figure en 1938. Depuis son premier sacre en 1954, elle a presque toujours atteint les demis finales, sauf en 1962, 1978 et 1994. Cette régularité affichée tant en Coupe du Monde qu'a l'Euro font de l'Allemagne la sélection européenne la plus performante de ce 20e siècle. Mais ce troisième titre européen glané en 1996 apparaitra être un chant du cygne, et la lourde défaite 3-0 en quart de finale de cette coupe du Monde 1998 contre la Croatie marquera la fin d'un certain mythe allemand, suivi d'un période bien plus funeste.
« Revenir de nulle part est une sorte de tradition chez nous. C'est pour cette raison que les gens nous respectent et nous envient. Nous avons cette faculté d'appuyer sur l'accélérateur quand ça va mal. »
— Jürgen Klinsmann, Capitaine de l'équipe d'Allemagne évoquant ses certitudes avant le match de quart de finale et la défaite 3-0 contre la Croatie.

## Effectif et tactique pour la phase finale en France
La Nationalmannschaft arrive en France le dimanche 7 juin. Elle s'installe dans le département des Alpes-Maritimes à Saint-Paul de Vence.

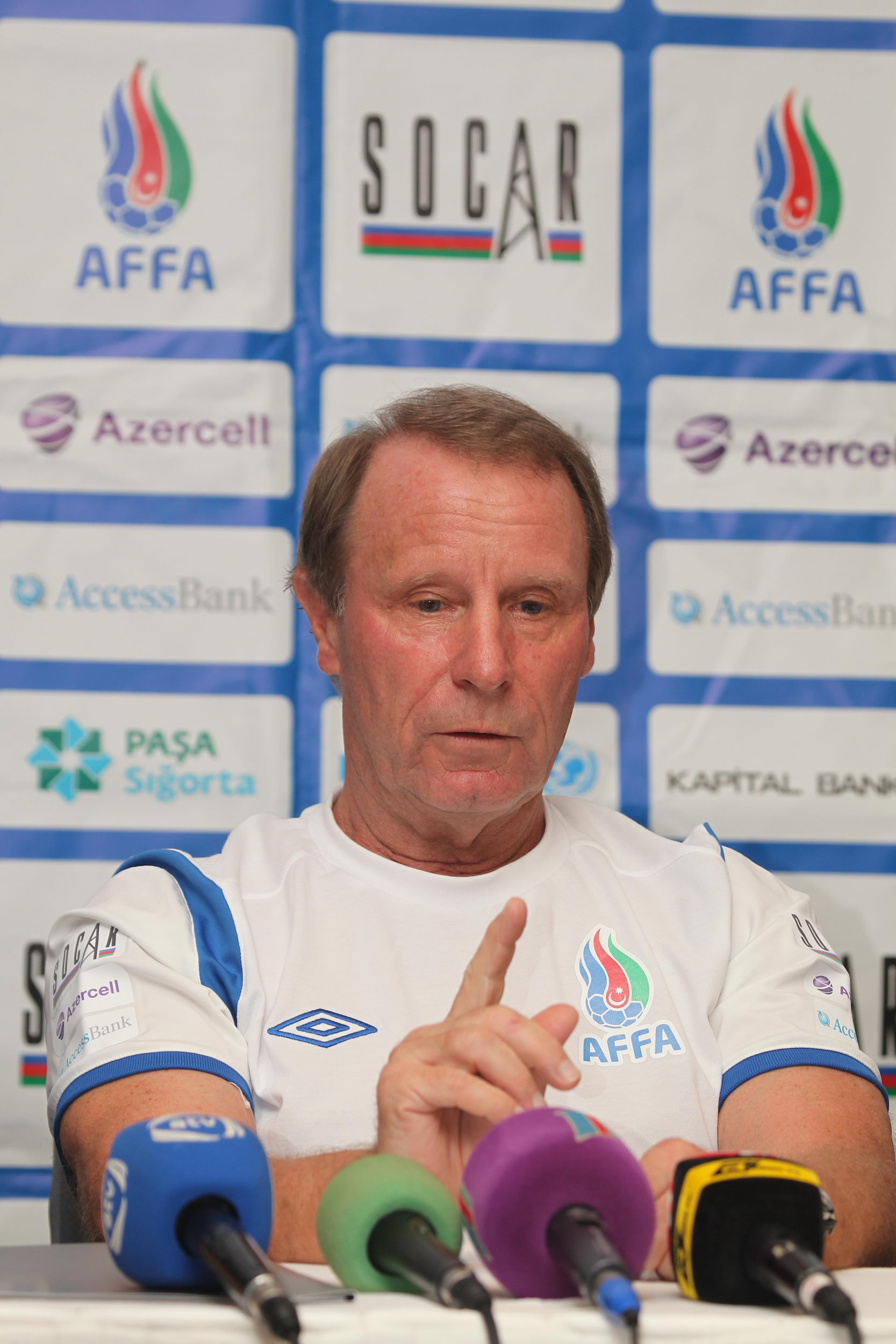
Berti Vogts sélectionneur depuis 1990.

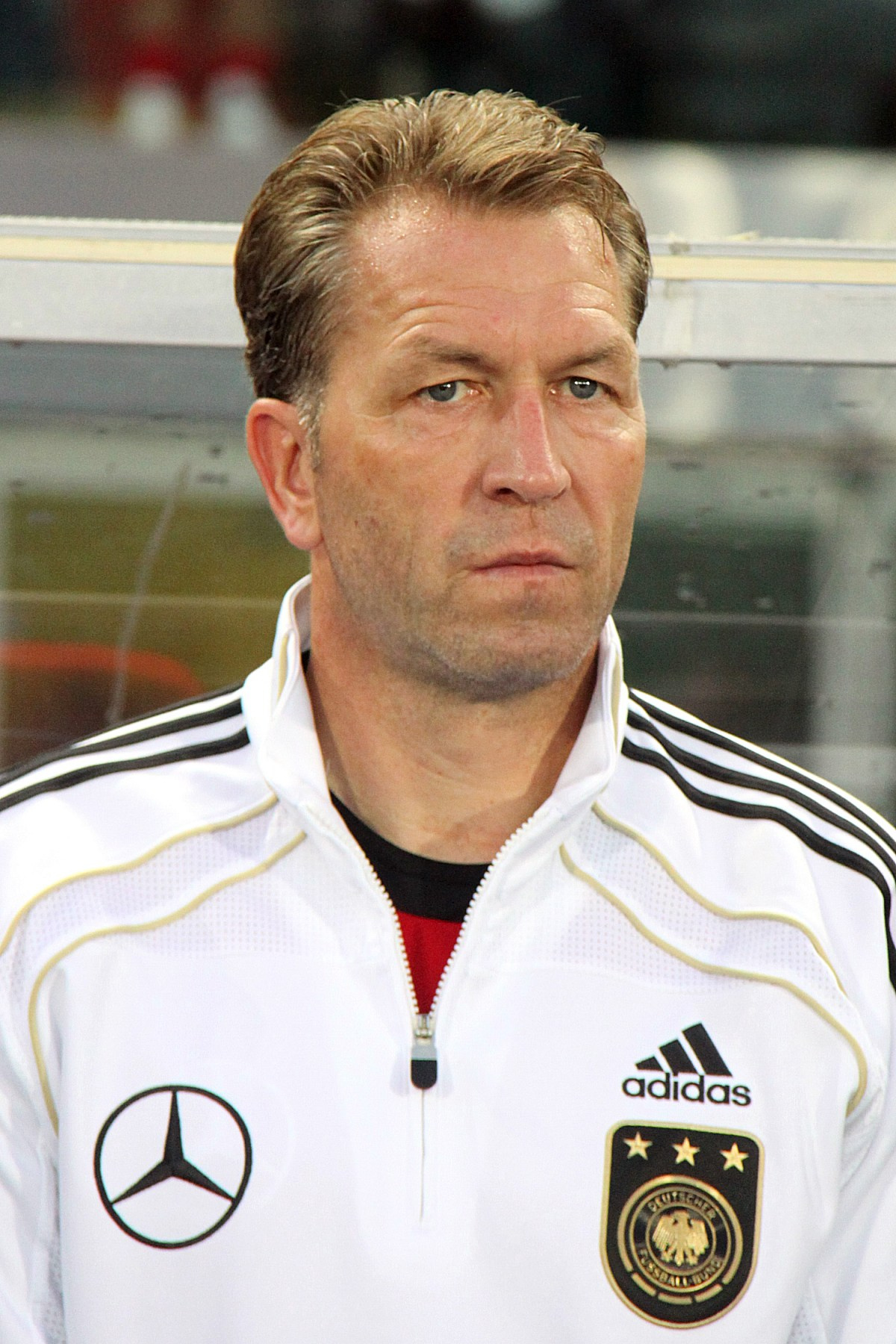
Gardien numéro un de la sélection allemande victorieuse de l'Euro 1996, Köpke vivra le 4 juillet 1998 contre la Croatie une ultime sélection pleine de désillusion, encaissant trois buts.

Le sélectionneur Berti Vogts est contraint d'emmener une équipe vieillissante au mondial français en l'absence de relève suffisamment talentueuse. Beaucoup des sélectionnés ont entre 30 et 37 ans et ont déjà été champion du monde en 1990 et remporté l'Euro britannique en 1996, c'est d'ailleurs la sélection la plus âgée de la compétition avec une moyenne de 30 ans et 1 mois.
Huit joueurs étaient déjà présent lors du sacre de 1990 en Italie, Andreas Köpke, Olaf Thon, Stefan Reuter, Jürgen Kohler, Lothar Matthäus, Thomas Häßler, Andreas Möller et Jürgen Klinsmann.
Le poste de gardien de but est promis à Andreas Köpke, qui fort de sa prestation en 1996 a toute la confiance du sélectionneur, même si ce choix de préférer le gardien phocéen au Bavarois Oliver Kahn ne fait pas l'unanimité dans la sphère footballistique allemande.
Matthias Sammer, le libéro ballon d'or 1996 et champion d'Europe avec la Mannschaft la même année, est absent de l'effectif à la suite d'une blessure au genou. Pour pallier son forfait, Lothar Matthäus est appelé à la dernière minute et a ainsi l'opportunité de disputer sa cinquième et dernière Coupe du monde. Jürgen Kohler, fort de ses cents sélections, apparait être le leader de la défense comme lors des deux derniers mondiaux aux États-Unis et en Italie, épaulé dans sa tâche par Christian Wörns. Au milieu de terrain le sélectionneur se prive du potentiel de joueurs plus jeunes et créatifs comme Mario Basler, Mehmet Scholl ou Lars Ricken, faisant surtout confiance à Thomas Häßler et Andreas Möller qui ont été les deux joueurs les plus utilisés dans l'entre jeu durant l'Euro 96. Dietmar Hamann et Jens Jeremies qui ont tous les deux 24 ans, sont les deux plus jeunes joueurs du milieu de terrain et de l'effectif. Le domaine strictement offensif s'annonce être le point fort de cette formation puisque Ulf Kirsten évoluant au Bayer Leverkusen a fini meilleur buteur de la Bundesliga 1997-1998 avec 22 réalisations, talonné d'une longueur par son coéquipier en sélection Olaf Marschall (seul joueur sacré champion d'Allemagne 1998 au sein du FC Kaiserslautern sélectionné),. Seul Oliver Biehroff dans le championnat italien a fait mieux avec 27 buts à son actif. Pourtant Berti Vogts préfèrera titulariser aux côtés de Biehroff Jurgen Klinsmann capitaine indéboulonnable, auteur seulement de 9 réalisations avec son club anglais de Tottenham.
Durant tout le tournoi Berti Vogts utilisera une tactique de jeu dite en 3-5-2 avec trois défenseurs dont un libéro, un entre jeu composé de deux latéraux et trois milieux centraux, et une attaque avec deux avant-centres. Olaf Thon sera au début du tournoi libéro titulaire avant d'être relégué sur le banc des remplaçants à partir des huitièmes de finale contre le Mexique, Lothar Matthäus un temps milieu de terrain, lui prenant le poste pour le reste du tournoi. Ce système de jeu privilégiant notamment un marquage défensif dit individuel est perçu comme un peu dépassé, les autres grandes sélections privilégiant une défense à quatre défenseurs et un système de marquage dit en zone.

## Le parcours en phase finale en France
Le tirage au sort, effectué le 4 novembre 1997 à Marseille, place l'Allemagne, tête de série, dans le groupe F en compagnie de la Yougoslavie, des États-Unis et de l'Iran. Au premier tour du tournoi, elle assume son statut de grande nation du football en terminant première du groupe devant la Yougoslavie qu'elle ne bat pas (2-2) mais qu'elle devance à la différence de buts. Ses deux autres adversaires présumés plus faibles sont battus sur le score identique de 2-0. Après un huitième de finale remporté difficilement contre le Mexique, les hommes de Berti Vogts butent au même stade qu'en 1994, battus sèchement en quart de finale par la Croatie.

### Les stades et villes dans lesquels l'Allemagne a joué
| Parc des Princes                        | Stade de Gerland | | |
| 48° 50′ 29″ N, 2° 15′ 11″ E             | 45° 43′ 26″ N, 4° 49′ 56″ E | | |
| Capacité: 48 275                        | Capacité: 44 000 | | |
|                                         | | | |
| Lens contre la Yougoslavie              | [[Fichier:France location map-Regions and departements-2016.svg\|475px\|{{#if:\|{{{alt}}}\|Équipe d'Allemagne de football à la Coupe du monde 1998 est dans la page France.]]Paris Lens Lyon Montpellier Équipe d'Allemagne de football à la Coupe du monde 1998 (France) | [[Fichier:France location map-Regions and departements-2016.svg\|475px\|{{#if:\|{{{alt}}}\|Équipe d'Allemagne de football à la Coupe du monde 1998 est dans la page France.]]Paris Lens Lyon Montpellier Équipe d'Allemagne de football à la Coupe du monde 1998 (France) | [[Fichier:France location map-Regions and departements-2016.svg\|475px\|{{#if:\|{{{alt}}}\|Équipe d'Allemagne de football à la Coupe du monde 1998 est dans la page France.]]Paris Lens Lyon Montpellier Équipe d'Allemagne de football à la Coupe du monde 1998 (France) |
| Stade Félix-Bollaert                    | [[Fichier:France location map-Regions and departements-2016.svg\|475px\|{{#if:\|{{{alt}}}\|Équipe d'Allemagne de football à la Coupe du monde 1998 est dans la page France.]]Paris Lens Lyon Montpellier Équipe d'Allemagne de football à la Coupe du monde 1998 (France) | [[Fichier:France location map-Regions and departements-2016.svg\|475px\|{{#if:\|{{{alt}}}\|Équipe d'Allemagne de football à la Coupe du monde 1998 est dans la page France.]]Paris Lens Lyon Montpellier Équipe d'Allemagne de football à la Coupe du monde 1998 (France) | [[Fichier:France location map-Regions and departements-2016.svg\|475px\|{{#if:\|{{{alt}}}\|Équipe d'Allemagne de football à la Coupe du monde 1998 est dans la page France.]]Paris Lens Lyon Montpellier Équipe d'Allemagne de football à la Coupe du monde 1998 (France) |
| 50° 25′ 58,26″ N, 2° 48′ 53,47″ E       | [[Fichier:France location map-Regions and departements-2016.svg\|475px\|{{#if:\|{{{alt}}}\|Équipe d'Allemagne de football à la Coupe du monde 1998 est dans la page France.]]Paris Lens Lyon Montpellier Équipe d'Allemagne de football à la Coupe du monde 1998 (France) | [[Fichier:France location map-Regions and departements-2016.svg\|475px\|{{#if:\|{{{alt}}}\|Équipe d'Allemagne de football à la Coupe du monde 1998 est dans la page France.]]Paris Lens Lyon Montpellier Équipe d'Allemagne de football à la Coupe du monde 1998 (France) | [[Fichier:France location map-Regions and departements-2016.svg\|475px\|{{#if:\|{{{alt}}}\|Équipe d'Allemagne de football à la Coupe du monde 1998 est dans la page France.]]Paris Lens Lyon Montpellier Équipe d'Allemagne de football à la Coupe du monde 1998 (France) |
| Capacité: 41 275                        | [[Fichier:France location map-Regions and departements-2016.svg\|475px\|{{#if:\|{{{alt}}}\|Équipe d'Allemagne de football à la Coupe du monde 1998 est dans la page France.]]Paris Lens Lyon Montpellier Équipe d'Allemagne de football à la Coupe du monde 1998 (France) | [[Fichier:France location map-Regions and departements-2016.svg\|475px\|{{#if:\|{{{alt}}}\|Équipe d'Allemagne de football à la Coupe du monde 1998 est dans la page France.]]Paris Lens Lyon Montpellier Équipe d'Allemagne de football à la Coupe du monde 1998 (France) | [[Fichier:France location map-Regions and departements-2016.svg\|475px\|{{#if:\|{{{alt}}}\|Équipe d'Allemagne de football à la Coupe du monde 1998 est dans la page France.]]Paris Lens Lyon Montpellier Équipe d'Allemagne de football à la Coupe du monde 1998 (France) |
|                                         | [[Fichier:France location map-Regions and departements-2016.svg\|475px\|{{#if:\|{{{alt}}}\|Équipe d'Allemagne de football à la Coupe du monde 1998 est dans la page France.]]Paris Lens Lyon Montpellier Équipe d'Allemagne de football à la Coupe du monde 1998 (France) | [[Fichier:France location map-Regions and departements-2016.svg\|475px\|{{#if:\|{{{alt}}}\|Équipe d'Allemagne de football à la Coupe du monde 1998 est dans la page France.]]Paris Lens Lyon Montpellier Équipe d'Allemagne de football à la Coupe du monde 1998 (France) | [[Fichier:France location map-Regions and departements-2016.svg\|475px\|{{#if:\|{{{alt}}}\|Équipe d'Allemagne de football à la Coupe du monde 1998 est dans la page France.]]Paris Lens Lyon Montpellier Équipe d'Allemagne de football à la Coupe du monde 1998 (France) |
| Montpellier contre l'Iran et le Mexique | [[Fichier:France location map-Regions and departements-2016.svg\|475px\|{{#if:\|{{{alt}}}\|Équipe d'Allemagne de football à la Coupe du monde 1998 est dans la page France.]]Paris Lens Lyon Montpellier Équipe d'Allemagne de football à la Coupe du monde 1998 (France) | [[Fichier:France location map-Regions and departements-2016.svg\|475px\|{{#if:\|{{{alt}}}\|Équipe d'Allemagne de football à la Coupe du monde 1998 est dans la page France.]]Paris Lens Lyon Montpellier Équipe d'Allemagne de football à la Coupe du monde 1998 (France) | [[Fichier:France location map-Regions and departements-2016.svg\|475px\|{{#if:\|{{{alt}}}\|Équipe d'Allemagne de football à la Coupe du monde 1998 est dans la page France.]]Paris Lens Lyon Montpellier Équipe d'Allemagne de football à la Coupe du monde 1998 (France) |
| Stade de la Mosson                      | [[Fichier:France location map-Regions and departements-2016.svg\|475px\|{{#if:\|{{{alt}}}\|Équipe d'Allemagne de football à la Coupe du monde 1998 est dans la page France.]]Paris Lens Lyon Montpellier Équipe d'Allemagne de football à la Coupe du monde 1998 (France) | [[Fichier:France location map-Regions and departements-2016.svg\|475px\|{{#if:\|{{{alt}}}\|Équipe d'Allemagne de football à la Coupe du monde 1998 est dans la page France.]]Paris Lens Lyon Montpellier Équipe d'Allemagne de football à la Coupe du monde 1998 (France) | [[Fichier:France location map-Regions and departements-2016.svg\|475px\|{{#if:\|{{{alt}}}\|Équipe d'Allemagne de football à la Coupe du monde 1998 est dans la page France.]]Paris Lens Lyon Montpellier Équipe d'Allemagne de football à la Coupe du monde 1998 (France) |
| 43° 37′ 19,85″ N, 3° 48′ 43,28″ E       | [[Fichier:France location map-Regions and departements-2016.svg\|475px\|{{#if:\|{{{alt}}}\|Équipe d'Allemagne de football à la Coupe du monde 1998 est dans la page France.]]Paris Lens Lyon Montpellier Équipe d'Allemagne de football à la Coupe du monde 1998 (France) | [[Fichier:France location map-Regions and departements-2016.svg\|475px\|{{#if:\|{{{alt}}}\|Équipe d'Allemagne de football à la Coupe du monde 1998 est dans la page France.]]Paris Lens Lyon Montpellier Équipe d'Allemagne de football à la Coupe du monde 1998 (France) | [[Fichier:France location map-Regions and departements-2016.svg\|475px\|{{#if:\|{{{alt}}}\|Équipe d'Allemagne de football à la Coupe du monde 1998 est dans la page France.]]Paris Lens Lyon Montpellier Équipe d'Allemagne de football à la Coupe du monde 1998 (France) |
| Capacité: 35 500                        | [[Fichier:France location map-Regions and departements-2016.svg\|475px\|{{#if:\|{{{alt}}}\|Équipe d'Allemagne de football à la Coupe du monde 1998 est dans la page France.]]Paris Lens Lyon Montpellier Équipe d'Allemagne de football à la Coupe du monde 1998 (France) | [[Fichier:France location map-Regions and departements-2016.svg\|475px\|{{#if:\|{{{alt}}}\|Équipe d'Allemagne de football à la Coupe du monde 1998 est dans la page France.]]Paris Lens Lyon Montpellier Équipe d'Allemagne de football à la Coupe du monde 1998 (France) | [[Fichier:France location map-Regions and departements-2016.svg\|475px\|{{#if:\|{{{alt}}}\|Équipe d'Allemagne de football à la Coupe du monde 1998 est dans la page France.]]Paris Lens Lyon Montpellier Équipe d'Allemagne de football à la Coupe du monde 1998 (France) |

### Au premier tour l'Allemagne assure son statut de favori dans le groupe F

#### Une entame réussie contre les États-Unis

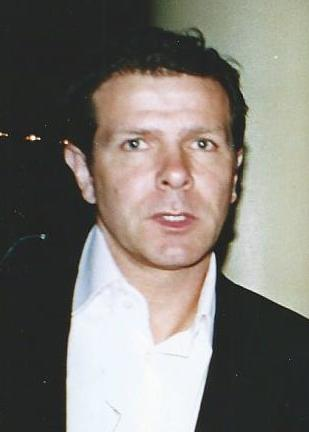
Andreas Möller ouvre la marque contre les États-Unis.

L'équipe d'Allemagne entame la compétition contre les États-Unis, alors que 26 millions d'Allemands sont devant leur poste de télévisions pour regarder ce match. C'est la première fois en trente six ans que le onze de départ ne compte aucun joueur issu du Bayern Munich. La rencontre est assez équilibrée dans l'ensemble et se déroule avec un engagement physique des deux côtés. Les Allemands peinent à produire un jeu créatif à cause notamment d'une mauvaise complémentarité entre Möller et Hässler. Le mouvement collectif le plus abouti sera d'ailleurs américain, avec comme conclusion une tête de Frankie Hejduk qui obligera Andreas Köpke à faire un arrêt sur sa ligne en début de seconde période. En ouvrant la marque très tôt par Möller, les Allemands prennent une petite marge de sécurité sur leur adversaire du soir, un avantage que Klinsmann se chargera d'accroitre un peu après l'heure de jeu en maitrisant parfaitement l'art de l'amorti poitrine et de la frappe du plat du pied à la suite d'un centre de Bierhoff.
C'est finalement sur ses forces traditionnelles, alliant solidité défensive et efficacité offensive, que l'Allemagne écarte l'obstacle américain. La véritable satisfaction allemande est le milieu de terrain défensif du Munich 1860 Jens Jeremies. Jürgen Klinsmann auteur d'un but et d'une passe décisive éteint les critiques et doutes à son égard. Contrairement à 1986, mais comme en 1990 et 1994 l'Allemagne remporte son match d'ouverture imitant d'autres favoris comme le Brésil, la France, et faisant mieux que l'Italie ou les Pays-Bas.
| 15 juin 1998                      | Allemagne                                | 2 - 0   | États-Unis | Parc des Princes, Paris                       |                                               |
| 21:00 · Historique des rencontres | Andreas Möller 8e · Jürgen Klinsmann 64e | (1 - 0) |            | Spectateurs : 45 500 Arbitrage : Said Belqola | Spectateurs : 45 500 Arbitrage : Said Belqola |

| Allemagne | États-Unis |

| G             | 1  | Andreas Köpke        |     |     |
| D             | 2  | Christian Wörns      |     |     |
| D             | 3  | Jörg Heinrich        | 84e |     |
| D             | 4  | Jürgen Kohler        |     |     |
| D             | 6  | Olaf Thon            |     |     |
| D             | 19 | Stefan Reuter        |     | 70e |
| M             | 7  | Andreas Möller       |     | 89e |
| M             | 10 | Thomas Häßler        |     | 50e |
| M             | 13 | Jens Jeremies        | 30e |     |
| ATT           | 18 | Jürgen Klinsmann (c) |     |     |
| ATT           | 20 | Oliver Bierhoff      |     |     |
| Remplaçants : |    |                      |     |     |
| M             | 16 | Dietmar Hamann       | 77e | 50e |
| M             | 17 | Christian Ziege      |     | 70e |
| D             | 14 | Markus Babbel        |     | 89e |
| Entraineur :  |    |                      |     |     |
| Berti Vogts   |    |                      |     |     |

| G             | 18 | Kasey Keller      |     |     |
| D             | 3  | Eddie Pope        | 85e |     |
| D             | 4  | Mike Burns        |     | 46e |
| D             | 5  | Thomas Dooley (c) |     |     |
| D             | 6  | David Regis       |     |     |
| M             | 8  | Earnie Stewart    |     |     |
| M             | 13 | Cobi Jones        |     |     |
| M             | 15 | Chad Deering      |     | 72e |
| M             | 19 | Brian Maisonneuve |     |     |
| M             | 21 | Claudio Reyna     |     |     |
| ATT           | 11 | Eric Wynalda      |     | 65e |
| Remplaçants : |    |                   |     |     |
| D             | 2  | Frankie Hejduk    | 50e | 46e |
| ATT           | 7  | Roy Wegerle       |     | 65e |
| M             | 10 | Tab Ramos         |     | 72e |
| Entraineur :  |    |                   |     |     |
| Steve Sampson |    |                   |     |     |

#### Un duel acharné contre la Yougoslavie

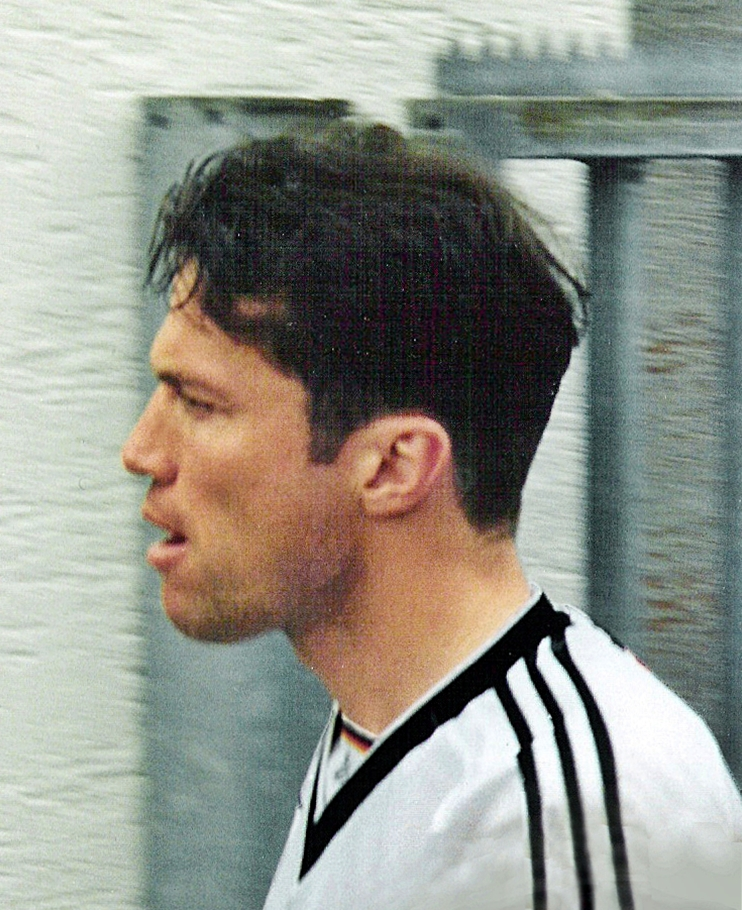
À 37 ans, Lothar Matthäus dispute sa cinquième phase finale de Coupe du monde, et contre la Yougoslavie son vingt deuxième match de phase finale.

Cette deuxième rencontre synonyme de duel au sommet de ce groupe F a failli voir l'Allemagne sombrer face à la qualité technique et collective des Yougoslaves, en partie aussi à cause des défaillances de son gardien Köpke. Sur le premier but encaissé en fin de premier quart d'heure, Köpke analyse mal la trajectoire du ballon en étant gêné par Stankovic qui coupe une ouverture de Mijatović sans toucher le ballon. La seconde erreur de Köpke est plus grossière car il ne parvient pas à se saisir du cuir sur un centre à ras de terre de Kovacevic qui met Stoijkovic dans une position idéale pour doubler la mise. Menée 0-2 avant l'heure de jeu, la Mannschaft est mal embarquée. L'entrée à la mi-temps de Lothar Matthäus fait de ce dernier le seul joueur de champs à jouer effectivement lors de cinq phases finales de Coupe du monde. Selon les mots de Berti Vogts, Matthäus est sur le terrain pour remettre de l'ordre. C'est grâce à leur combativité et avec un peu de réussite que les Allemands vont revenir dans la partie. Ils comblent ainsi leur retard dans le dernier quart d'heure en l'espace de seulement six minutes, d'abord sur un coup franc de Michael Tarnat détourné par le défenseur Siniša Mihajlović, puis sur une tête de Oliver Bierhoff à la suite d'un corner. Solide mentalement, l'Allemagne a su renverser une situation très défavorable et conserver sa première place avant d'affronter une équipe d'Iran considérée sur le papier comme bien plus modeste.
| 21 juin 1998                      | Allemagne                                       | 2 - 2   | Yougoslavie                                | Stade Bollaert, Lens                                |                                                     |
| 14:30 · Historique des rencontres | Siniša Mihajlović CSC 74e · Oliver Bierhoff 80e | (0 - 1) | Dejan Stanković 13e · Dragan Stojković 54e | Spectateurs : 38 100 Arbitrage : Milton kin Nielsen | Spectateurs : 38 100 Arbitrage : Milton kin Nielsen |

| Allemagne | Yougoslavie |

| G             | 1  | Andreas Köpke        |     |     |
| D             | 2  | Christian Wörns      |     |     |
| D             | 3  | Jörg Heinrich        |     |     |
| D             | 4  | Jürgen Kohler        |     |     |
| D             | 6  | Olaf Thon            |     |     |
| M             | 7  | Andreas Möller       |     | 57e |
| M             | 13 | Jens Jeremies        |     |     |
| M             | 16 | Dietmar Hamann       |     | 46e |
| M             | 17 | Christian Ziege      |     | 66e |
| ATT           | 18 | Jürgen Klinsmann (c) |     |     |
| ATT           | 20 | Oliver Bierhoff      |     |     |
| Remplaçants : |    |                      |     |     |
| M             | 8  | Lothar Matthäus      | 75e | 46e |
| ATT           | 9  | Ulf Kirsten          |     | 57e |
| M             | 21 | Michael Tarnat       |     | 66e |
| Entraineur :  |    |                      |     |     |
| Berti Vogts   |    |                      |     |     |

| G                | 1  | Ivica Kralj          |  |     |
| D                | 13 | Slobodan Komljenović |  |     |
| D                | 3  | Goran Đorović        |  |     |
| D                | 11 | Siniša Mihajlović    |  |     |
| D                | 16 | Željko Petrović      |  | 74e |
| M                | 4  | Slaviša Jokanović    |  |     |
| M                | 20 | Dejan Stanković      |  | 66e |
| M                | 10 | Dragan Stojković (c) |  |     |
| M                | 7  | Vladimir Jugović     |  |     |
| ATT              | 9  | Predrag Mijatović    |  |     |
| ATT              | 22 | Darko Kovačević      |  | 57e |
| Remplaçants :    |    |                      |  |     |
| ATT              | 21 | Perica Ognjenović    |  | 57e |
| M                | 18 | Dejan Govedarica     |  | 66e |
| M                | 19 | Miroslav Stević      |  | 74e |
| Entraineur :     |    |                      |  |     |
| Slobodan Santrač |    |                      |  |     |

#### La presque formalité iranienne
Pour cette dernière rencontre du premier tour, Berti Vogts titularise huit joueurs âgés de 30 ans et plus, dont Lothar Matthäus, à qui il confie la tâche de mener le jeu. Les Iraniens sont particulièrement motivés à l'idée d'affronter l'Allemagne et pensent pouvoir gagner la rencontre. La sélection iranienne pose des problèmes offensifs au onze allemand durant la première période, mais ne tient pas la distance. Les Allemands font la différence en seconde période : Oliver Bierhoff (50e) et Jürgen Klinsmann (58e) portent la marque à deux zéro. Jürgen Klinsmann inscrit d'ailleurs un but acrobatique, c'est en effet à la suite d'un tir d'Oliver Bierhoff sur le poteau que le ballon revient vers lui, il plonge et marque de la tête.
L'Allemagne termine première de son groupe devant la Yougoslavie, Berti Vogts est satisfait d'affronter le Mexique plutôt que les Pays-Bas en huitième de finale,,.

##### Feuille de match
| Match 43                                                  | Allemagne                    | 2 - 0   | Iran     | Stade de la Mosson, Montpellier                    |                                                    |
| 25 juin 1998 · 21 h 0 (UTC+1) · Historique des rencontres | Bierhoff 50e · Klinsmann 57e | (0 - 0) |          | Spectateurs : 29 800 Arbitrage : Epifanio González | Spectateurs : 29 800 Arbitrage : Epifanio González |
| 25 juin 1998 · 21 h 0 (UTC+1) · Historique des rencontres | Klinsmann 31e · Häßler 45e   | Rapport | 47e Daei | Spectateurs : 29 800 Arbitrage : Epifanio González | Spectateurs : 29 800 Arbitrage : Epifanio González |

| Allemagne | Iran |

| ALLEMAGNE :     |    |                  |     |        |
|                 |    |                  |     |        |
| Gardien de but  | 01 | Andreas Köpke    |     |        |
|                 | 05 | Thomas Helmer    |     |        |
|                 | 04 | Jürgen Kohler    |     |        |
|                 | 02 | Christian Wörns  |     |        |
|                 | 03 | Jörg Heinrich    |     |        |
|                 | 21 | Michael Tarnat   |     | 76e    |
|                 | 06 | Olaf Thon        |     | 46e MT |
|                 | 08 | Lothar Matthäus  |     |        |
|                 | 10 | Thomas Häßler    | 45e | 69e    |
|                 | 18 | Jürgen Klinsmann | 31e |        |
|                 | 20 | Oliver Bierhoff  |     |        |
| Remplaçants :   |    |                  |     |        |
|                 | 16 | Dietmar Hamann   |     | 46e MT |
|                 | 09 | Ulf Kirsten      |     | 69e    |
|                 | 17 | Christian Ziege  |     | 76e    |
| Sélectionneur : |    |                  |     |        |
| Berti Vogts     |    |                  |     |        |

| IRAN :          |    |                      |     |     |
|                 |    |                      |     |     |
| Gardien de but  | 01 | Ahmad Reza Abedzadeh |     |     |
|                 | 04 | Mohammad Khakpour    |     |     |
|                 | 20 | Mehdi Pashazadeh     |     |     |
|                 | 14 | Nader Mohammadkhani  |     |     |
|                 | 17 | Javad Zarincheh      |     | 70e |
|                 | 21 | Mehrdad Minavand     |     |     |
|                 | 09 | Hamidreza Estili     |     |     |
|                 | 06 | Karim Bagheri        |     |     |
|                 | 02 | Mehdi Mahdavikia     |     |     |
|                 | 11 | Khodadad Azizi       |     |     |
|                 | 10 | Ali Daei             | 47e |     |
| Remplaçants :   |    |                      |     |     |
|                 | 08 | Sirous Dinmohammadi  |     | 70e |
| Sélectionneur : |    |                      |     |     |
| Jalal Talebi    |    |                      |     |     |

#### Classement final du Groupe F
|   | Équipe         | Pts | J | G | N | P | Bp | Bc | Diff |
| 1 | Allemagne      | 7   | 3 | 2 | 1 | 0 | 6  | 2  | +4   |
| 2 | RF Yougoslavie | 7   | 3 | 2 | 1 | 0 | 4  | 2  | +2   |
| 3 | Iran           | 3   | 3 | 1 | 0 | 2 | 2  | 4  | -2   |
| 4 | États-Unis     | 0   | 3 | 0 | 0 | 3 | 1  | 5  | -4   |

| 12 | 14 juin 1998 | RF Yougoslavie | 1 - 0 | Iran           |
| 16 | 15 juin 1998 | Allemagne      | 2 - 0 | États-Unis     |
| 28 | 21 juin 1998 | Allemagne      | 2 - 2 | RF Yougoslavie |
| 30 | 21 juin 1998 | États-Unis     | 1 - 2 | Iran           |
| 43 | 25 juin 1998 | Allemagne      | 2 - 0 | Iran           |
| 44 | 25 juin 1998 | États-Unis     | 0 - 1 | RF Yougoslavie |

### Huitième de finale et victoire quasi miraculeuse contre le Mexique

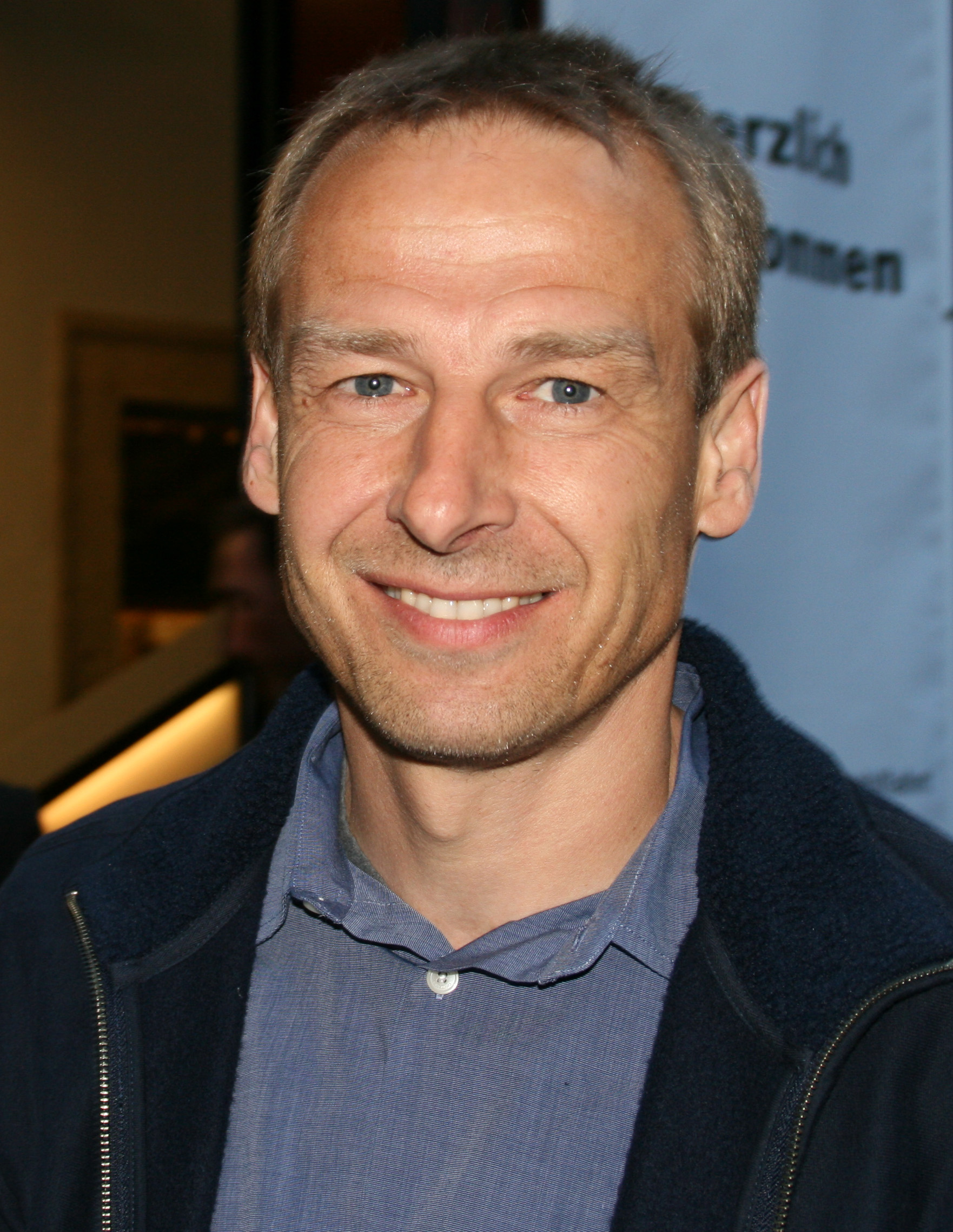
Klinsmann égalise contre le Mexique, marquant son onzième but en phase finale de Coupe du Monde et son 47e et dernier en sélection allemande.

Avant la rencontre Berti Vogts déclare : « Jusqu'ici, nous avons été laborieux. J'ai beaucoup de respect pour le Mexique ». La température  à Montpellier est en cet après-midi du 29 juin 1998 de 32 degrés Celsius et le onze allemand aligné a une moyenne d'âge de 30 ans, ce qui constitue peut-être un handicap, les joueurs trentenaires préférant les matches en nocturne.
Les deux équipes tentent de porter le jeu vers l'avant. Les Mexicains sont les premiers à se créer une occasion, (16e) Marcelino Bernal frappe de loin, Andreas Köpke ne peut se saisir du ballon et Markus Babbel dégage en touche.
Les Allemands vont petit à petit imposer leur jeu et se créer des opportunités, Jürgen Klinsmann  (21e) perd un face à face avec le gardien mexicain, il ne peut suffisamment contrôler le ballon dans la surface pour frapper. À la 38e, Michael Tarnat frappe de 25 mètres Jorge Campos effectue une parade. Deux minutes plus tard Oliver Bierhoff envoie le ballon de la tête sur la barre transversale à la suite d'un mouvement collectif entre Klinsmann et Thomas Häßler. La dernière occasion de la première mi-temps est pour les Mexicains, Francisco Palencia obligeant le gardien allemand à intervenir dans sa surface.
Dès la reprise (47e) Luis Hernández s'infiltre dans la surface allemande, dribble trois défenseurs et trompe le gardien (0-1). Après cette ouverture du score la sélection mexicaine se montre entreprenante et dominatrice en prenant possession du ballon et en exerçant une pression sur la défense allemande. À la 62e minute, sur une contre attaque, Jesús Arellano frappe aux abords de la surface de réparation, le ballon heurte le poteau, Luiz Hernandez récupère le ballon et se retrouve seul devant Andreas Köpke, son tir atterri dans les bras du gardien allemand. Cette énorme occasion manquée est sans doute le tournant du match. Le Mexique semble avoir le match en main, mais sur une erreur défensive Jürgen Klinsmann égalise (1-1) (75e). Tout est à refaire. À la 86e minute, Ulf Kirsten centre pour Oliver Bierhoff qui marque de la tête, (2-1). L'Allemagne vient encore une fois de renverser la situation et se qualifie pour les quarts de finale,,.

#### Feuille de match
| 29 juin 1998                      | Allemagne                    | 2 - 1   | Mexique       | Stade de la Mosson, Montpellier                     |                                                     |
| 16:30 · Historique des rencontres | Klinsmann 75e · Bierhoff 86e | (0 - 0) | Hernández 47e | Spectateurs : 29 800 Arbitrage : Vítor Melo Pereira | Spectateurs : 29 800 Arbitrage : Vítor Melo Pereira |
| 16:30 · Historique des rencontres | (Rapport)                    |         |               | Spectateurs : 29 800 Arbitrage : Vítor Melo Pereira | Spectateurs : 29 800 Arbitrage : Vítor Melo Pereira |

| Allemagne | Mexique |

| G             | 1  | Andreas Köpke        |       |     |
| D             | 8  | Lothar Matthäus      | 56e   |     |
| D             | 14 | Markus Babbel        | 45+1e |     |
| D             | 2  | Christian Wörns      |       |     |
| M             | 3  | Jörg Heinrich        |       | 57e |
| M             | 21 | Michael Tarnat       | 77e   |     |
| M             | 16 | Dietmar Hamann       | 88e   |     |
| M             | 5  | Thomas Helmer        |       | 37e |
| M             | 10 | Thomas Häßler        |       | 73e |
| ATT           | 20 | Oliver Bierhoff      |       |     |
| ATT           | 18 | Jürgen Klinsmann (c) |       |     |
| Remplaçants : |    |                      |       |     |
| M             | 17 | Christian Ziege      |       | 37e |
| M             | 7  | Andreas Möller       |       | 57e |
| ATT           | 9  | Ulf Kirsten          |       | 73e |
| Entraineur :  |    |                      |       |     |
| Berti Vogts   |    |                      |       |     |

| G               | 1  | Jorge Campos            |     |     |
| D               | 13 | Pável Pardo             |     |     |
| D               | 5  | Duilio Davino           | 57e |     |
| D               | 2  | Claudio Suárez          |     |     |
| M               | 14 | Raúl Lara               |     |     |
| M               | 4  | Germán Villa            |     |     |
| M               | 8  | Alberto García Aspe (c) |     | 86e |
| M               | 6  | Marcelino Bernal        |     | 46e |
| M               | 11 | Cuauhtémoc Blanco       | 87e |     |
| M               | 17 | Francisco Palencia      |     | 53e |
| ATT             | 15 | Luis Hernández          |     |     |
| Remplaçants :   |    |                         |     |     |
| D               | 18 | Salvador Carmona        |     | 46e |
| ATT             | 21 | Jesus Arellano          |     | 53e |
| ATT             | 9  | Ricardo Peláez          |     | 86e |
| Entraineur :    |    |                         |     |     |
| Manuel Lapuente |    |                         |     |     |

### La gifle croate reçue en quart de finale

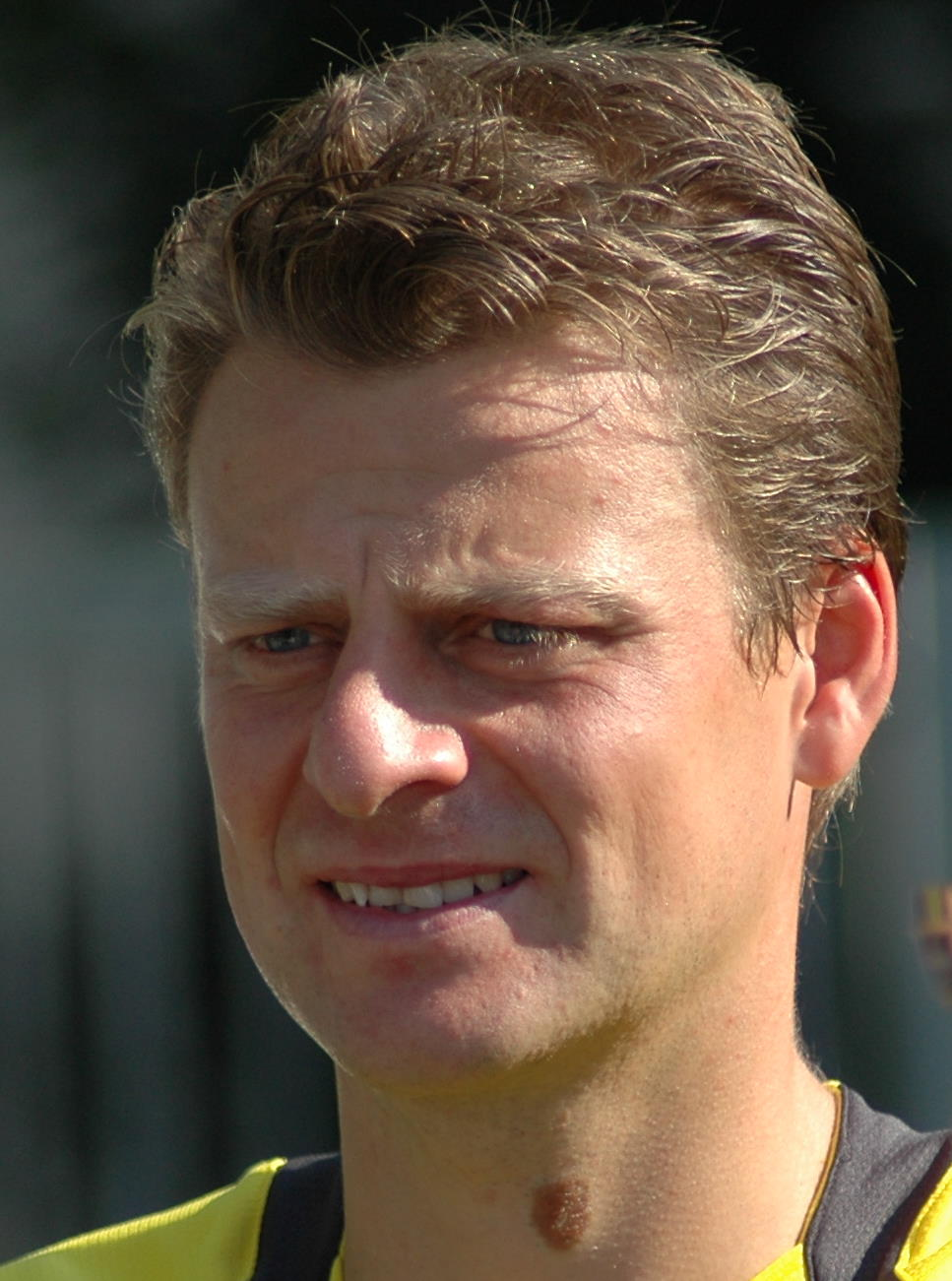
Christian Wörns sera expulsé dans ce quart de finale contre la Croatie, laissant ses partenaires réduits à dix pour le reste de la rencontre.

La Croatie et l'Allemagne se retrouvent deux ans après l'Euro 1996 en Angleterre. Les Allemands l'avaient emporté 2-1 en quart de finale.
Avant cette rencontre Berti Vogts dit : « La Croatie compte beaucoup de joueurs de classe mondiale. Nous sommes devenus modestes, car beaucoup d'équipes plus fortes que nous sont déjà à la maison ».
La première demi-heure de la rencontre est équilibrée entre les deux sélections. Toutefois ce sont les Allemands qui sur des frappes de Michael Tarnat, Dietmar Hamann, et Thomas Häßler sont les  plus entreprenants. La première véritable occasion de la partie est pour les Allemands, Jörg Heinrich centre pour Oliver Bierhoff, le portier croate effectue une parade (31e).
À la 42e minute arrive sans doute le tournant du match, Christian Wörns commet une faute sur Davor Suker, en position de dernier défenseur, il reçoit un carton rouge et doit quitter ses partenaires. L'Allemagne va devoir jouer la suite de ce match réduite à dix et cette infériorité numérique va lui être fatale. Alors qu'elle avait aux yeux de son sélectionneur notamment, livré jusqu'à ce moment du match une très bonne prestation, la meilleure de son tournoi, les efforts de l'équipe allemande vont s'avérer vains. À la (45e) Robert Jarni d'une frappe de loin trompe le gardien allemand (0-1).
En seconde période les Croates profitent donc de l'infériorité numérique allemande pour développer leur jeu et se créer des occasions par Boban et Suker notamment. La « Nationalmannschaft » a cependant deux occasions de revenir au score par Oliver Bierhoff, qui oblige le gardien Dražen Ladić à effectuer une parade (53e), et aussi par Dietmar Hamann, qui envoie le ballon sur le poteau à la suite d'un coup franc direct (79e). Il est à noté que statistiquement, durant toute la durée de la rencontre, l'infériorité numérique allemande n'aura pas eu d'impact sur la possession du ballon, les Allemands prenant le contrôle du cuir pendant 34 minutes et 50 secondes, soit 50 secondes de plus que les Croates.
À la 80e minute, Goran Vlaović frappe de l'extérieur du pied aux abords de la surface adverse et trompe le gardien allemand (0-2) puis, à la (85e) Davor Šuker s'infiltre dans la surface, dribble Jörg Heinrich et marque le dernier but de la rencontre (0-3). La sélection allemande quitte la seizième édition de la Coupe du monde en quart de finale, comme quatre ans auparavant contre la Bulgarie.
Berti Vogts dit à la fin du match : « C'est un moment difficile pour nous ». Il affirmera également que la classe d'âge des footballeurs de 18-24 ans, est sinistrée en Allemagne, annonçant des lendemains plutôt difficiles,,.
« Oui, j'ai tourné la page. Je n´avais pas le choix, d´ailleurs, mais cela n´a pas été facile. Le public allemand attendait beaucoup mieux de nous et nous avons été sévèrement critiqués à notre retour. Pour moi, la compétition s´est achevée dans des conditions douloureuses sur lesquelles je préfère ne pas revenir. Mais c´est ainsi. J´ai envie maintenant de me remettre en cause et de retrouver le football de haut niveau le plus tôt possible. »
— Christian Wörns, Joueur de l'équipe d'Allemagne dans une interview au journal le parisien le 20 juillet 1998.

#### Feuille de match
| Match 60                                                    | Allemagne                             | 0 - 3   | Croatie                               | Stade de Gerland, Lyon                         |                                                |
| 4 juillet 1998 · 21 h 0 (UTC+1) · Historique des rencontres |                                       | (0 - 1) | 45+3e Jarni · 80e Vlaović · 85e Šuker | Spectateurs : 39 100 Arbitrage : Rune Pedersen | Spectateurs : 39 100 Arbitrage : Rune Pedersen |
| 4 juillet 1998 · 21 h 0 (UTC+1) · Historique des rencontres | Heinrich 18e · Tarnat 37e · Wörns 40e | Rapport | 13e Šimić · 57e Šuker                 | Spectateurs : 39 100 Arbitrage : Rune Pedersen | Spectateurs : 39 100 Arbitrage : Rune Pedersen |

| Allemagne | Croatie |

| ALLEMAGNE :     |    |                  |     |     |
|                 |    |                  |     |     |
| Gardien de but  | 01 | Andreas Köpke    |     |     |
|                 | 08 | Lothar Matthäus  |     |     |
|                 | 02 | Christian Wörns  | 40e |     |
|                 | 04 | Jürgen Kohler    |     |     |
|                 | 03 | Jörg Heinrich    | 18e |     |
|                 | 21 | Michael Tarnat   | 37e |     |
|                 | 16 | Dietmar Hamann   |     | 79e |
|                 | 13 | Jens Jeremies    |     |     |
|                 | 10 | Thomas Häßler    |     | 69e |
|                 | 20 | Oliver Bierhoff  |     |     |
|                 | 18 | Jürgen Klinsmann |     |     |
| Remplaçants :   |    |                  |     |     |
|                 | 09 | Ulf Kirsten      |     | 69e |
|                 | 11 | Olaf Marschall   |     | 79e |
| Sélectionneur : |    |                  |     |     |
| Berti Vogts     |    |                  |     |     |

| CROATIE :         |    |                 |     |     |
|                   |    |                 |     |     |
| Gardien de but    | 01 | Dražen Ladić    |     |     |
|                   | 04 | Igor Štimac     |     |     |
|                   | 20 | Dario Šimić     | 13e |     |
|                   | 06 | Slaven Bilić    |     |     |
|                   | 13 | Mario Stanić    |     |     |
|                   | 17 | Robert Jarni    |     |     |
|                   | 14 | Zvonimir Soldo  |     |     |
|                   | 07 | Aljoša Asanović |     |     |
|                   | 10 | Zvonimir Boban  |     |     |
|                   | 19 | Goran Vlaović   |     | 83e |
|                   | 09 | Davor Šuker     | 57e |     |
| Remplaçants :     |    |                 |     |     |
|                   | 11 | Silvio Marić    |     | 83e |
| Sélectionneur :   |    |                 |     |     |
| Miroslav Blažević |    |                 |     |     |

## L'après Coupe du monde 1998. D'une période morose à une révolution footballistique
La défaite 0-3 en quart de finale contre la Croatie est perçu comme une immense claque par les instances du football allemand. Le capitaine Jurgen Klinsmann annonce quelques jours après la compétition qu'il arrête définitivement le football. S'en suivra deux années difficiles où l'Allemagne parviendra dans la douleur à se qualifier pour l'Euro 2000 pour y faire une piètre performance, puisqu'elle sera éliminée dès les phases de groupe avec notamment une défaite 0-3 contre le Portugal, qui sonnera la retraite définitive en équipe nationale pour Lothar Matthäus, Thomas Häßler, et Ulf Kirsten. Berti Vogts laissera sa place de sélectionneur fin 1998 à Erich Ribbeck qui démissionnera lui aussi après l'Euro 2000.
La Mannschaft et la fédération allemande se serviront de cette période médiocre pour se remettre en question dans la vision et la pratique du football (et ce malgré une place de finaliste au Mondial 2002), envoyant des observateurs à l'étranger notamment, pour observer la formation des jeunes joueurs et prendre exemple sur un football plus technique et audacieux. C'est durant la  Coupe du Monde 2006 organisée Outre Rhin, que tout le travail de renouveau va se matérialiser, emmené par Jurgen Klinsmann devenu sélectionneur, l'Allemagne va pratiquer un football désormais plus technique et imprévisible, loin de son image de sélection perçue simplement comme disciplinée et efficace. Tout ce travail de réinvention sera récompensé en 2014 par un quatrième titre de champion du monde au Brésil. Le sélectionneur Joachim Löw, adjoint de Klinsmann de 2004 à 2006, continuera comme son prédécesseur à intégrer et à donner de plus en plus d'importance à une nouvelle génération de joueurs bien plus créatifs comme Bastian Schweinsteiger, Mario Götze, Philipp Lahm, ou encore Mesut Özil symbolisant la nouvelle philosophie de jeu du football allemand. Oliver Bierhoff et Andreas Köpke vivront de l'intérieur ce quatrième sacre Mondial, ayant rejoint l'encadrement de la sélection nationale en tant que respectivement manager et entraineur des gardiens.
« Nous sommes alors passés de critères anciens à des critères modernes. C'était fini le temps où on misait tout sur le physique. A partir des années 2000, les clubs ont ouvert leurs portes aux joueurs techniques, vifs, rapides, avec du jeu à une touche de balle. »
— Gernot Rohr, Ancien joueur et entraîneur, évoquant le changement dans le football allemand opéré au début des années 2000.